# Psammomys vexillaris
Psammomys vexillaris är en däggdjursart som beskrevs av Thomas 1925. Psammomys vexillaris ingår i släktet Psammomys, och familjen råttdjur. Inga underarter finns listade.

## Beskrivning
En kraftigt byggd gnagare med en längd från nos till svansrot på 11 till 13 cm och en svanslängd på 8 till 12 cm. Pälsen är blekbrun på ovansidan med beige till vitaktiga sidor och buk. Vid bakfötterna finns mörka klor och delvis hår på sulorna. Svansen bär främst korta hår och vid spetsen bildar långa hår en tofs. De övre framtänderna har en len yta och inga rännor.

## Taxonomi
Artens taxonomiska status var länge oklar, den är nära släkt med P. obesus, och osäkerheten vilka populationer som skulle räknas till vilken art gör att informationen om arten är bristfällig.

## Ekologi
Arten lever framför allt i sandiga områden med gles, salttålig vegetation. i synnerhet mållväxter. Arten lever i komplexa, underjordiska bon.

## Utbredning
En nordafrikansk art som förekommer från nordöstra Algeriet över centrala Tunisien till nordvästra Libyen.

## Status
På grund av kunskapsläget (se ovan under Taxonomi) kategoriserar IUCN arten globalt som otillräckligt studerad, men inga hot är registrerade och arten är nära en kategorisering som livskraftig.